# Cyphoma alleneae
Cyphoma alleneae är en snäckart som beskrevs av Ten Cate 1973. Cyphoma alleneae ingår i släktet Cyphoma och familjen Ovulidae. Inga underarter finns listade i Catalogue of Life.